# スタリ・ラス

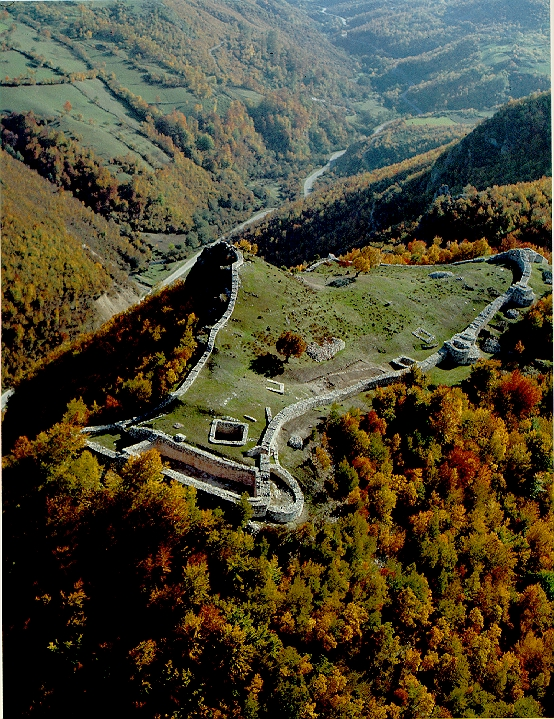
スタリ・ラス

スタリ・ラス（セルビア語: Стари Рас / Stari Ras）は、中世セルビアに存在した国家ラシュカ（Raška）の初期の首都の一つであり、長きにわたって重要な位置を占めていた都市である。「スタリ・ラス」（古いラス）は、この旧都を指す現在の呼称で、当時は単に「ラス」と呼ばれた。現在のラシュカ地方に位置し、中世のセルビアのまさしく中心に存在していた。以降、この国はラスを中心に全方向へと拡張して行くのである。
ラスの建造は9世紀から10世紀の間だが、13世紀には人が住まなくなっていた。ラシュカ峡谷（the Raška gorge）沿いの当時のセルビア（Old Serbia）における地理的要衝にあり、アドリア海とゼタ公国（Zeta）を繋いでいただけでなく、西のボスニアと東のコソボを繋ぐものでもあった。
スタリ・ラスには、要塞、聖堂、修道院などの印象的な中世の建造物群がある。ソポチャニ修道院は西ヨーロッパ世界と東ローマ帝国の交流を想起させるものである。しかし、今日のスタリ・ラスは、町を覆っていた城壁もほとんど崩れ、野ざらしになった遺跡群としての姿を示している。すぐそばにはノヴィ・パザル（Novi Pazar）の町があるが、この町はおそらく、スタリ・ラスが廃れたあとに代わりになる居住地として発達し始めたものだったと考えられている。
しかし、スタリ・ラスの遺跡群の復元計画も存在しており、既にスタリ・ラスは近隣のソポチャニ修道院などとともにユネスコの世界遺産に登録され、保護されている。12世紀のスタリ・ラス修道院の修復も進められており、世界遺産への拡大登録も視野に入れられている。
スタリ・ラスは、同じくセルビアの世界遺産の一つであるストゥデニツァ修道院からもそれほど遠くないところにある。